# L'Enfant terrible
Ne doit pas être confondu avec Les Enfants terribles (film).
L'Enfant terrible est un court métrage d'animation belgo-malien réalisé par Kadiatou Konaté en 1993. Il utilise l'animation de marionnettes. Il s'agit de l'adaptation d'un conte bambara mettant en scène un enfant terrible des contes ouest-africains.

## Synopsis
Un homme apprend que sa femme a accouché d'un fils. Il s'en étonne, car son épouse est vieille et n'a jamais eu d'enfant, mais il rentre au village pour prendre part aux soins prodigués à l'enfant. Après avoir vu son fils, il apporte un poulet pour servir de repas à sa femme, puis part chercher une vieille femme pour bénir l'enfant. Mais le nouveau-né dévore le poulet tout cru et en entier, et, lorsque la vieille s'approche de lui, il la mord : il a déjà toutes ses dents ! Il s'avère aussi capable de parler. Les parents sont ébahis devant tant de précocité. Le père donne ses recommandations au cadet : il n'y a pas eu de dispute dans la famille depuis des générations, de sorte qu'il est primordial que l'enfant ne se dispute pas avec son frère aîné.
L'enfant quitte alors sa maison pour aller retrouver son frère aîné. Ce dernier s'étonne de sa petite taille et doute que son cadet soit capable de le suivre dans sa marche pendant la journée, mais l'enfant s'avère beaucoup plus endurant que lui. Le cadet commence alors à faire bêtise sur bêtise. Chaque fois que l'aîné veut l'en empêcher, le cadet lui rappelle le conseil de leur père et l'aîné est contraint de retirer son objection de peur de déclencher une dispute. L'enfant commet des méfaits de plus en plus graves. Il veut se faire héberger et nourrir chez le roi en personne, puis il brise la calebasse des deux sœurs du roi qui l'avaient accueilli avec bienveillance, et, quelque temps après, il les bat. Le lendemain matin, les sœurs du roi vont se plaindre à ce dernier. Les deux frères se sont réfugiés en haut de l'arbre à palabre qui se dresse sur la place du village et sous lequel le roi a installé son trône. Lorsque le roi vient s'installer sur le siège, le cadet lui jette un fruit. Le roi ordonne à ses gens de couper l'arbre, mais un margouillat (un petit lézard), qui vit sur l'arbre et en est le génie protecteur, survient et guérit les entailles faites au tronc par la hache. Cependant, le cadet s'agace des interventions du lézard : il l'attrape et le tue en le jetant au haut de l'arbre, au grand dam de son frère. L'arbre est sur le point de tomber, quand un oiseau se pose sur la branche où sont réfugiés les deux frères et les emmène sur son dos. Le film se termine lorsque le cadet propose à son aîné de briser les ailes de l'oiseau en plein ciel, alors que cela va les faire tomber.

## Fiche technique
- Titre : L'Enfant terrible
- Réalisation : Kadiatou Konaté
- Image : Patrick Theunen
- Musique originale : Toumani Diabaté
- Montage : Philippe Boucq
- Son : Khalal Thera, Niare, Christophe BLITZ
- Studio de production : Atelier Graphoui (Belgique), RTBF
- Pays : Belgique, Mali
- Langue : français
- Format : couleur
- Cadrage : 16 mm
- Durée : 12 minutes
- Date de sortie : 1993

## Diffusion
L'Enfant terrible est projeté dans plusieurs festivals. En 1995, il participe à la 9e édition du Festival international du film de Fribourg. En 2007, le court métrage participe au Festival panafricain du cinéma et de la télévision de Ouagadougou (Fespaco) parmi les films maliens. En 2013, il est projeté à l'African Film Festival de New York.

## Édition en vidéo
L'Enfant terrible est édité en France en DVD en 2009 chez P.O.M. Films, regroupé avec plusieurs autres sur le DVD L'Afrique s'anime.